# Флуджерд
Флуджерд (перс. فلوجرد) — село в Ірані, у дегестані Рудбар, в Центральному бахші, шагрестані Тафреш остану Марказі. За даними перепису 2006 року, його населення становило 81 особу, що проживали у складі 25 сімей.

## Клімат
Середня річна температура становить 15,11°C, середня максимальна – 33,68°C, а середня мінімальна – -7,65°C. Середня річна кількість опадів – 267 мм.
| Клімат поселення                              | Клімат поселення | Клімат поселення | Клімат поселення | Клімат поселення | Клімат поселення | Клімат поселення | Клімат поселення | Клімат поселення | Клімат поселення | Клімат поселення | Клімат поселення | Клімат поселення | Клімат поселення |
| Показник                                      | Січ.             | Лют.             | Бер.             | Квіт.            | Трав.            | Черв.            | Лип.             | Серп.            | Вер.             | Жовт.            | Лист.            | Груд.            |                  |
| Середній максимум, °C                         | 10,01            | 12,55            | 17,78            | 24,06            | 28,79            | 33,23            | 33,68            | 32,74            | 29,08            | 23,29            | 16,78            | 10,15            |                  |
| Середня температура, °C                       | 1,18             | 3,72             | 8,96             | 15,25            | 19,98            | 24,41            | 27,36            | 26,42            | 22,77            | 16,97            | 10,47            | 3,84             |                  |
| Середній мінімум, °C                          | −7,65            | −5,1             | 0,14             | 6,41             | 11,15            | 15,58            | 21,08            | 20,12            | 16,46            | 10,66            | 4,18             | −2,47            |                  |
| Норма опадів, мм                              | 39               | 37               | 47               | 34               | 26               | 4                | 1                | 1                | 0                | 13               | 25               | 40               |                  |
| Середньомісячна швидкість вітру, м/с          | 2.12             | 2.14             | 2.88             | 3.14             | 2.92             | 2.74             | 2.90             | 2.68             | 2.35             | 2.36             | 2.00             | 1.54             |                  |
| Середньомісячна сонячна радіація, кДж/м²·день | 8820             | 12000            | 14506            | 18088            | 22097            | 26440            | 25834            | 23729            | 20342            | 14898            | 10802            | 8709             |                  |
| --------------------------------------------- | ---------------- | ---------------- | ---------------- | ---------------- | ---------------- | ---------------- | ---------------- | ---------------- | ---------------- | ---------------- | ---------------- | ---------------- | ---------------- |
| Джерело:                                      |                  |                  |                  |                  |                  |                  |                  |                  |                  |                  |                  |                  |                  |